# Newchurch (Kent)
Newchurch es una parroquia civil y un pueblo del distrito de Folkestone and Hythe, en el condado de Kent (Inglaterra).

## Geografía
Según la Oficina Nacional de Estadística británica, Newchurch tiene una superficie de 15,8 km².

## Demografía
Según el censo de 2001, Newchurch tenía 314 habitantes (51,91% varones, 48,09% mujeres) y una densidad de población de 19,87 hab/km². El 20,7% eran menores de 16 años, el 75,16% tenían entre 16 y 74 y el 4,14% eran mayores de 74. La media de edad era de 38,27 años. Del total de habitantes con 16 o más años, el 20,88% estaban solteros, el 65,06% casados y el 14,06% divorciados o viudos.
El 96,82% de los habitantes eran originarios del Reino Unido. El resto de países europeos englobaban al 0,96% de la población, mientras que el 2,23% había nacido en cualquier otro lugar. Según su grupo étnico, el 98,72% eran blancos y el 1,28% mestizos. El cristianismo era profesado por el 71,97%, mientras que el 20,38% no eran religiosos y el 7,64% no marcaron ninguna opción en el censo.
155 habitantes eran económicamente activos, 147 de ellos (94,84%) empleados y 8 (5,16%) desempleados. Había 117 hogares con residentes, 5 vacíos y 3 eran alojamientos vacacionales o segundas residencias.